# Idioma mam
El idioma mam es una lengua mayense hablada por la población de la etnia mam en el suroeste de Guatemala en los departamentos de Huehuetenango, Quetzaltenango y San Marcos, así como en el sur de México, principalmente en los estados de Chiapas, Quintana Roo y Campeche. Pertenece a la rama oriental de la familia de lenguas mayenses junto al ixil, awakateko y teko. En México, el nombre del idioma es Ta Yol Mam.

## Ubicación geográfica
En México, el idioma mam se habla en varios municipios de los estados de Chiapas, Campeche y Quintana Roo. 
Es hablado en Cacahoatán, Huixtla, Huehuetán, Tapachula, Tuzantán, Siltepec, Tuxtla Chico, Amatenango de la Frontera, Bejucal de Ocampo, Frontera Comalapa, La Independencia, Unión Juárez, Motozintla, Mazapa de Madero, El Porvenir, Bella Vista, Las Margaritas y Maravilla Tenejapa municipios de Chiapas. En Campeche se habla en las localidades de La Libertad, Los Laureles, Quetzal Edzná II y Quetzal Edzná del municipio de Campeche y en Mayatecúm, Gumarcaaj, Maya Tecún II, Maya Tecún I y Santo Domingo Kesté, municipio de Champotón, mientras que en Quintana Roo se habla en Kuchumatán, Maya Balam y San Isidro la Laguna, municipio de Bacalar.
El idioma mam en Guatemala se habla en varias localidades de los departamentos de San Marcos, Quetzaltenango y Huehuetenango.

## Alfabeto
En México, de acuerdo a la Norma de Escritura de la Lengua Ta Yol Mam (Mam), el alfabeto de la lengua mam consta de 28 consonantes y de 5 vocales que representan todos los fonemas de la lengua, es conocido como KYwoni te ta yol Mam.
| Nim Woni (Mayúscula) | Ne'k woni (minúscula) | B'i (nombre) |
| -------------------- | --------------------- | ------------ |
| A                    | a                     | a            |
| E                    | e                     | e            |
| I                    | i                     | i            |
| O                    | o                     | o            |
| U                    | u                     | u            |

| Nim Woni (Mayúscula) | Ne'k woni (minúscula) | B'i (nombre) |
| -------------------- | --------------------- | ------------ |
| B'                   | b'                    | b'a          |
| Ch                   | ch                    | cha          |
| Ch'                  | ch'                   | ch'a         |
| D                    | d                     | da           |
| G                    | g                     | ga           |
| J                    | j                     | ja           |
| K                    | k                     | ka           |
| K'                   | k'                    | k'a          |
| KY                   | ky                    | kya          |
| KY'                  | ky'                   | ky'a         |
| L                    | l                     | la           |
| M                    | m                     | ma           |
| N                    | n                     | na           |
| P                    | p                     | pa           |
| Q                    | q                     | qa           |
| Q'                   | q'                    | q'a          |
| R                    | r                     | ra           |
| S                    | s                     | sa           |
| T                    | t                     | ta           |
| T'                   | t'                    | t'a          |
| TS                   | ts                    | tsa          |
| TS'                  | ts'                   | ts'a         |
| TX                   | tx                    | txa          |
| TX'                  | tx'                   | tx'a         |
| W                    | w                     | wa           |
| X                    | x                     | xa           |
| XH                   | xh                    | xha          |
| Y                    | y                     | ya           |
| ´ / -                | ´ / -                 | ch'ak /gyon  |

En Guatemala, la Junta Directiva de la Comunidad Lingüística Mam (COLIMAM), con base al artículo 28 inciso d) de la Ley de la Academia de Lenguas Mayas de Guatemala (ALMG) Decreto 65-90 y en el artículo 45 inciso i) del Reglamento de la misma, realizó consultas y talleres con la participación de personas con amplio conocimiento en lingüística, educación bilingüe, sociolingüística y organizaciones mayas, todos nativo-hablantes del idioma mam en 1994, a fin de estandarizar el alfabeto de esa lengua.
El alfabeto ortográfico para la escritura del idioma mam está compuesto por 32 letras (5 vocales y 27 consonantes), en el orden siguiente:
a, b', ch, ch', e, i, j, k, k', ky, ky', l, m, n, o, p, q, q', r, s, t, t', tx, tx', tz, tz', u, w, x, ẍ, y, '.

## Números en idioma mam
| Número decimal | Tajlal mam (numeración mam) |
| -------------- | --------------------------- |
| 0              | Ojk'a                       |
| 1              | Jun                         |
| 2              | Kab'e'                      |
| 3              | Oxh                         |
| 4              | KYaj                        |
| 5              | Jwe'                        |
| 6              | Qaq                         |
| 7              | Wuq                         |
| 8              | Wajxhaq                     |
| 9              | B'eljoj                     |
| 10             | Lajoj                       |
| 11             | Lajoj jun                   |
| 12             | Lajoj kab'e'                |
| 13             | Lajoj oxh                   |
| 14             | Lajoj kyaj                  |
| 15             | Lajoj jwe'                  |
| 16             | Lajoj qaq                   |
| 18             | Lajoj wajxhaq               |
| 19             | Laloj b'eljoj               |
| 20             | Winqi'                      |
| 30             | Winqi' lajoj o' oxhb'el     |
| 40             | Kab'e' winqi'               |
| 50             | Kab'e' winqi lajoj          |
| 60             | Oxhe winqi'                 |
| 70             | Oxhe winqi' lajoj           |
| 80             | Kyaje winqi'                |
| 90             | Kyaje winqi' lajoj          |
| 100            | Winaq                       |